# Улица Александра Бринжалы
Улица Тешебаева (укр. Вулиця Тешебаєва) — улица в Шевченковском районе города Киева. Пролегает от улицы Эстонская до улицы Салютная, исторически сложившаяся местность (район) Нивки.
Примыкают улицы Волчегорская (Ставропольская), Голды Меир (Краснодарская), Ружинская (Вильгельма Пика), 

## История
Новая улица № 863 возникла в середине 20 века. 
29 декабря 1953 года Новая улица № 863 посёлка Нивки, Станкостроя в Октябрьском районе была переименована на Станкозаводская улица (укр. Станкозаводська) — в честь Киевского станкостроительного завода, согласно Решению исполнительного комитета Киевского городского совета депутатов трудящихся № 2610 «Про наименование городских улиц» («Про найменування міських вулиць»). В 1958 году название на украинском языке изменили на Верстатозаводська — Станкозаводская.  
22 июля 1985 года Станкозаводская улица (укр. Верстатозаводська) в Советском районе была переименована на Улица Тешебаева — в честь участника освобождения Киева 1943 года, Героя Советского Союза Мамасалы Тешебаева, согласно Решению исполнительного комитета Киевского городского совета депутатов трудящихся № 611 «Про переименование и наименование улиц г. Киева» («Про найменування та перейменування вулиць м. Києва»).

## Застройка
Улица пролегает в северном направлении параллельно улице Черняховского и бульвару Павла Вирского (Саратовской). 
Парная и непарная стороны улицы заняты усадебной застройкой, частично многоэтажной жилой. Угол с Ружинской улицей занимает Станкостроительный (Радуга) сквер.  
Учреждения:
1. дом № 54А — Петропавловская церковь (Храм Святых апостолов Петра и Павла)